# 51.ª Brigada de Granaderos Panzer SS
La 51.ª Brigada de Granaderos Panzer SS (en alemán: SS Panzergrenadier Brigade 51) fue una unidad de las Waffen-SS de corta duración formada en junio de 1944 a partir del SS Kampfgruppe (Grupo de combate) 3. Aunque designada como panzergrenadier (infantería mecanizada), la unidad solo estaba equipada con vehículos de ruedas. La Oficina Principal de las SS ordenó que se rediseñara como la 27.ª División Panzer SS el 10 de agosto, pero esto era estrictamente teórico. Desempeñó un papel menor en la batalla de Francia antes de que se fusionara con el 38.° Regimiento de Granaderos Panzer SS de la 17.ª División SS de Granaderos Panzer Götz von Berlichingen el 8 de agosto.
Estas unidades se formaron especialmente como fuerzas de reacción rápida que podrían desplegarse rápidamente en cualquier área del Frente Occidental para repeler los intentos de invasión aliados.

## Orden de batalla
- I., II./Panzergrenadier Batallionen
- Pionier Kompanie
- Flak Kompanie
- Artillerie Abteilung
- Kraftfahrt Kompanie

## Crímenes de guerra
Miembros de la 51.ª Brigada fueron responsable de la masacre en Buchères, Francia, el 24 de agosto de 1944 cuando 68 civiles (68 personas, de los cuales 10 niños menores de diez años, 5 ancianos mayores de setenta años, 35 mujeres y tres bebés de 18, 11 y 6 meses) murieron en represalia tras una emboscada de partisanos contra la unidad.
También participó en varias otras atrocidades contra civiles en la zona de Troyes.